# 坊や良い子だキスさせて
『坊や良い子だキスさせて』（ぼうやいいこだキスさせて）は、大久保ニューによるゲイ漫画作品。『Badi』（テラ出版）にて2005年4月号より連載されている。
現代のゲイの若者の日常・恋愛観などを綴った1話8ページ読み切り形式のショート漫画である。

## 単行本
2008年6月に第1巻が刊行。2005年4月号から2006年11月号掲載分の全20話をまとめた。第2巻は同年の12月に発売予定だったが延期されており、2009年5月現在も発売は未定である。
サブタイトルはBadi本誌掲載時にはついておらず、単行本化の際にそれぞれつけられた。
第1巻
1. 卒業式では泣かないけれど
2. 磨りガラスの仮面
3. TSUI
4. 秘密の魔法ビン
5. アメリカンLOVE
6. したいこと
7. 風と美の心臓
8. ワルくても好きな人
9. 5年モノ
10. フツーの恋1
11. フツーの恋2
12. 知ってるけど知らない
13. HELLO☆負け戦ちゃん
14. 暗い方が燃えない？
15. おニャン子BOYの疑問
16. サイコーの恋人
17. 先輩が好き
18. 夢みたい、バカみたい
19. さよなら涙ちゃん
20. 魔法にかけられて1